# Deborah Chung
Deborah Duen Ling Chung, profesionalmente llamada D.D.L. Chung (Hong Kong, 1952) es una científica americana y profesora universitaria.

## Educación y primeros años
Chung nació y creció en Hong Kong. Su madre fue Rebecca Chan Chung, veterana de la Segunda Guerra Mundial de los Estados Unidos con los "Tigres de Vuelo" y el Ejército de Estados Unidos en China, cuya madre era Lee Sol Chau (una de las primeras doctoras de Medicina Occidental en China).
Chung estudió en Ying Wa Girls' School y en el King's College de Hong Kong. Se mudó a los Estados Unidos en 1970 y recibió su grado de licenciatura en Ingeniería y Ciencia Aplicada y una maestría en Ingeniería de la Ciencia por el Instituto de California de Tecnología (Caltech) en 1973. En Caltech, hizo investigación bajo la supervisión de Pol Duwez. Junto con Sharon R, están dentro de las cuatro primeras mujeres en recibir grados de licenciatura por Caltech.
Chungr recibió su grado de doctorado en ciencia de materiales por el Instituto de Massachusetts de Tecnología en 1977. Su tesis, la cual se concentró en estudios de compuestos intercalados con grafito, fue supervisada por Mildred S. Dresselhaus.

## Carrera y premios
En 1977, Chung comenzó a trabajar como profesora en la Universidad Carnegie Mellon, donde enseñó ciencia de los materiales e ingeniería eléctrica.
En 1986, comenzó a trabajar en la Universidad de Búfalo, donde dirige el Laboratorio de investigación en materiales compuestos. En 1991, fue nombrada como la catedrática patrocinada por la corporación Mohawk Power. En el mismo año, fue designada como miembro de la Academia Americana del Carbono. En 1998, se convirtió en miembro de la Sociedad internacional ASM. Recibió el premio del Canciller a la Excelencia en erudición y actividades creativas de Universidad Estatal de Nueva York en 2003 y fue nombrada Inventor Excepcional por Universidad Estatal de Nueva York en 2002. En 1993, fue honorada como "Profesor del Año" por Tau Beta Pi (Nueva York Nu). Chung fue la primera mujer americana y la primera persona de ascendencia china en recibir el premio Charles E. Pettinos, en 2004; el premio fue en reconocimiento de su trabajo en carbonos funcionales para aplicaciones térmicas, electromagnéticas y en sensor. En 2005, recibió el premio Hsun Lee del Instituto de Investigación en Metal, por la Academia china de Ciencias. En 2011, recibió un Doctorado honorario por la Universidad de Alicante, Alicante, España. Además, Chung recibió la medalla de oro Robert Lansing Hardy del Instituto Americano Minero, Metalúrgico, e Ingeniería Petrolera (AIME) en 1980.

## Trabajo científico

### Alcance
El tema principal de  la investigación de Chung es los materiales compuestos, con énfasis en materiales estructurales multifuncionales, materiales para la administración térmica y embalaje electrónico, materiales para protección contra la interferencia electromagnética, materiales estructurales para reducción de vibración, y materiales estructurales para teermoelectricidad. Chung inventó el "concreto inteligente" (concreto que puede detectar su propia condición), níquel nanofibroso (también conocido como filamento de níquel, para protección contra interferencia electromagnética) y pasta térmica conformable (para mejorar contactos térmicos, con aplicaciones en enfriamiento de microelectrónica). Chung es altamente productiva en la investigación científica, con financiamiento proporcionado principalmente por el gobierno federal de los Estados Unidos.

### Libros
Chung es la autora de "Carbon Materials", World Scientific, 2018; Carbono Composites, 2.ª Edición, Elsevier, 2016, Materiales Funcionales, World Scientific, 2010, y Composite Materials: Science and Applications, 2.ª Edición, Salmer, 2010. Es la editora  de dos series de libro, "The Road to Scientific Success" Ingeniería y "Engineering Materials for Technological Needs".

### Liderazgo profesional
Chung aparece entre las 100 científicas mencionadas en el libro "Women Ceramic and Glass Scientists and Engineers: 100 Inspirational Profiles. ". Ha sido entrevistada por los medios informativos respecto de varios temas científicos que incluyen concreto conductor para derretir nieve, concreto inteligente, y baterías.
Chung es editora asociada de la Revista de Materiales Electrónicos, y es un miembro del Consejo Editorial de la revista de Carbono, miembro del Consejo Editorial de la revista de Nuevos Materiales de Carbono, y Editora de "Carbon Letters". Es también una miembro del Consejo Editorial de la revista "Functional Composite Materials", y miembro del Consejo Editorial de la revista "Polymer and Polymer Composites". También sirvió como directora de la 21.a Conferencia Bienal sobre Carbono, llevada a cabo en Búfalo, Nueva York, en 1993. Además, es una miembro del Comité consejero de la Sociedad de Carbono americana. Adicionalmente, Chung sirve como crítica para un gran número de revistas de investigación científica.

### Patentes
Chung es la inventora de numerosas patentes relacionadas con cemento, carbono, cerámica y compuestos.
- D.D.L. Chung, "Cement-based material systems and method for self-sensing and weighing”, U.S. Patent 10,620,062 B2.[60]
- D.D.L. Chung, "Systems and method for monitoring three-dimensional printing", U.S. Patent 10449721.[61]
- D.D.L. Chung, "Thixotropic liquid-metal-based fluid and its use in making metal-based structures with or without a mold", U.S. Patent 9993996 B2; China Patent CN 105458254A; Hong Kong patent pending.[62]
- D.D.L. Chung and Xiaoqing Gao, "Microstructured high-temperature hybrid material, its composite material and method of making", U.S. Patent 9409823.[63]
- D.D.L. Chung and Sivaraja Muthusamy, "Cement-Graphite Composite Materials for Vibration Damping", U.S. Patent 8,211,227 (2012).[64]

### Publicaciones en revistas de investigación
Las publicaciones científicas de Chung han sido altamente citadas. Google: h-índice = 97,33905 citas en total, con citas anuales que llegan a 2754. Web de Ciencia: h-índice = 73, 20851 citas, con citas anuales que llegan a 1927.
Sus publicaciones en revistas científicas desde 2016:
- D.D.L. Chung. A critical review of piezoresistivity and its application in electrical-resistance-based strain sensing. J. Materials Science 55, 15367-15396 (2020).[67]
- D.D.L. Chung. Materials for electromagnetic interference shielding. Mater. Chem. Phys. 255, 123587 (2020)[68]
- Xueping Wu, Junshuai Zhao, Xu Rao, D.D.L. Chung. Carbon fiber epoxy-matrix composites with hydrothermal-carbon-coated halloysite nanotube filler exhibiting enhanced strength and thermal conductivity. Polymer Composites 41(7), 2687-2703 (2020).[69]
- D.D.L. Chung and Xiang Xi. Electric poling of carbon fiber with and without nickel coating. Carbon 162, 25-35 (2020).[70]
- Xiang Xi and D.D.L. Chung. Electret behavior of carbon fiber structural composites with carbon and polymer matrices, and its application in self-sensing and self-powering. Carbon 160, 361-389 (2020).[71]
- Xi, Xiang; Chung, D. D. L. (15 de abril de 2020). «Electret behavior of unpoled carbon fiber with and without nickel coating». Carbon 159: 122-132. doi:10.1016/j.carbon.2019.12.033.
- Xi, Xiang; Chung, D. D. L. (1 de enero de 2020). «Piezoelectret-based and piezoresistivity-based stress self-sensing in steel beams under flexure». Sensors and Actuators A: Physical 301: 111780. doi:10.1016/j.sna.2019.111780.
- Chakraborty, Patatri; Zhou, Chi; Chung, D. D. L. (1 de febrero de 2020). «Converse piezoelectric behavior of three-dimensionally printed polymer and comparison of the in-plane and out-of-plane behavior». Materials Science and Engineering: B 252: 114447. doi:10.1016/j.mseb.2019.114447.
- Guan, Hongtao; Chung, D.D.L. (February 2020). «Radio-wave electrical conductivity and absorption-dominant interaction with radio wave of exfoliated-graphite-based flexible graphite, with relevance to electromagnetic shielding and antennas». Carbon 157: 549-562. doi:10.1016/j.carbon.2019.10.071.
- Chung, D. D. L. (January 2020). «Thermal Interface Materials». Journal of Electronic Materials 49 (1): 268-270. Bibcode:2019JEMat.tmp..957C. doi:10.1007/s11664-019-07732-3.
- Guan, Hongtao; Chung, D.D.L. (November 2019). «Effect of the planar coil and linear arrangements of continuous carbon fiber tow on the electromagnetic interference shielding effectiveness, with comparison of carbon fibers with and without nickel coating». Carbon 152: 898-908. doi:10.1016/j.carbon.2019.06.085.
- Xi, Xiang; Chung, D D L (1 de julio de 2019). «Electret, piezoelectret and piezoresistivity discovered in steels, with application to structural self-sensing and structural self-powering». Smart Materials and Structures 28 (7): 075028. Bibcode:2019SMaS...28g5028X. doi:10.1088/1361-665X/ab1dfe.
- Xi, Xiang; Chung, D.D.L. (September 2019). «Electret, piezoelectret, dielectricity and piezoresistivity discovered in exfoliated-graphite-based flexible graphite, with applications in mechanical sensing and electric powering». Carbon 150: 531-548. doi:10.1016/j.carbon.2019.05.040.
- Xi, Xiang; Chung, D. D. L. (17 de enero de 2019). «Piezoelectricity, piezoresistivity and dielectricity discovered in solder». Journal of Materials Science: Materials in Electronics 30 (5): 4462-4472. doi:10.1007/s10854-019-00735-0.
- Xi, Xiang; Chung, D.D.L. (April 2019). «Piezoresistivity and piezoelectricity discovered in aluminum, with relevance to structural self-sensing». Sensors and Actuators A: Physical 289: 144-56. doi:10.1016/j.sna.2019.02.013.
- Xi, Xiang; Chung, D.D.L. (2019). «Capacitance-based self-sensing of flaws and stress in carbon-carbon composite, with reports of the electric permittivity, piezoelectricity and piezoresistivity». Carbon 146: 447-461. doi:10.1016/j.carbon.2019.01.062.
- Xi, Xiang; Chung, D.D.L. (2019). «Colossal electric permittivity discovered in polyacrylonitrile (PAN) based carbon fiber, with comparison of PAN-based and pitch-based carbon fibers». Carbon 145: 734-739. doi:10.1016/j.carbon.2019.01.069.
- Xi, Xiang; Chung, D.D.L. (2019). «Piezoelectric and piezoresistive behavior of unmodified carbon fiber». Carbon 145: 452-461. doi:10.1016/j.carbon.2019.01.044.
- Xi, Xiang; Chung, D.D.L. (2019). «Effect of nickel coating on the stress-dependent electric permittivity, piezoelectricity and piezoresistivity of carbon fiber, with relevance to stress self-sensing». Carbon 145: 401-410. doi:10.1016/j.carbon.2019.01.034.
- Chung, D.D.L. (2019). «A review of multifunctional polymer-matrix structural composites». Composites Part B: Engineering 160: 644-660. doi:10.1016/j.compositesb.2018.12.117.
- Chung, D.D.L. (2018). «Interface-derived solid-state viscoelasticity exhibited by nanostructured and microstructured materials containing carbons or ceramics». Carbon 144: 567-581. doi:10.1016/j.carbon.2018.12.097.
- Chung, D.D.L.; Eddib, Asma A. (2019). «Effect of fiber lay-up configuration on the electromagnetic interference shielding effectiveness of continuous carbon fiber polymer-matrix composite». Carbon 141: 685-691. doi:10.1016/j.carbon.2018.09.081.
- Eddib, Asma A.; Chung, D.D.L. (2019). «Electric permittivity of carbon fiber». Carbon 143: 475-480. doi:10.1016/j.carbon.2018.11.028.
- Chakraborty, Patatri; Zhao, Guanglei; Zhou, Chi; Cheng, Chong; Chung, D. D. L. (2019). «Decreasing the shear stress-induced in-plane molecular alignment by unprecedented stereolithographic delay in three-dimensional printing». Journal of Materials Science 54 (4): 3586-3599. Bibcode:2019JMatS..54.3586C. doi:10.1007/s10853-018-3047-0.
- Chakraborty, Patatri; Zhou, Chi; Chung, D D L. (2018). «Enhancing the inherent piezoelectric behavior of a three-dimensionally printed acrylate polymer by electrical poling». Smart Materials and Structures 27 (11): 115038. Bibcode:2018SMaS...27k5038C. doi:10.1088/1361-665X/aae59d.
- Chakraborty, Patatri; Zhao, Guanglei; Zhou, Chi; Chung, D D L. (2018). «Unprecedented sensing of interlayer defects in three-dimensionally printed polymer by capacitance measurement». Smart Materials and Structures 27 (11): 115012. Bibcode:2018SMaS...27k5012C. doi:10.1088/1361-665X/aae16e.
- Chung, D.D.L.; Wang, Yulin (2018). «Capacitance-based stress self-sensing in cement paste without requiring any admixture». Cement and Concrete Composites 94: 255-263. doi:10.1016/j.cemconcomp.2018.09.017.
- Chung, D.D.L. (2018). «Thermoelectric polymer-matrix structural and nonstructural composite materials». Advanced Industrial and Engineering Polymer Research 1: 61-65. doi:10.1016/j.aiepr.2018.04.001.
- Chung, D.D.L. (2018). «Development, design and applications of structural capacitors». Applied Energy 231: 89-101. doi:10.1016/j.apenergy.2018.09.132.
- Eddib, Asma A; Chung, D.D.L (2018). «First report of capacitance-based self-sensing and in-plane electric permittivity of carbon fiber polymer-matrix composite». Carbon 140: 413-427. doi:10.1016/j.carbon.2018.08.070.
- Shi, Kairong; Chung, D D L (2018). «Piezoelectricity-based self-sensing of compressive and flexural stress in cement-based materials without admixture requirement and without poling». Smart Materials and Structures 27 (10): 105011. Bibcode:2018SMaS...27j5011S. doi:10.1088/1361-665X/aad87f.
- Chung, D.D.L; Shi, Kairong (2018). «Sensing the stress in steel by capacitance measurement». Sensors and Actuators A: Physical 274: 244-251. doi:10.1016/j.sna.2018.03.037.
- Wang, Min; Chung, D. D. L (2018). «High electric permittivity of polymer-modified cement due to the capacitance of the interface between polymer and cement». Journal of Materials Science 53 (10): 7199. Bibcode:2018JMatS..53.7199W. doi:10.1007/s10853-018-2088-8.
- Chakraborty, Patatri; Zhou, Chi; Chung, D. D. L (2018). «Piezoelectric behavior of three-dimensionally printed acrylate polymer without filler or poling». Journal of Materials Science 53 (9): 6819. Bibcode:2018JMatS..53.6819C. doi:10.1007/s10853-018-2006-0.
- Chung, D.D.L; Somaratna, Sanjaya (2017). «Laboratory simulation of capacitance-based layer-by-layer monitoring of three-dimensional printing». Sensors and Actuators A: Physical 268: 101-109. doi:10.1016/j.sna.2017.10.061.
- Gundrati, Naga B; Chakraborty, Patatri; Zhou, Chi; Chung, D.D.L (2018). «First observation of the effect of the layer printing sequence on the molecular structure of three-dimensionally printed polymer, as shown by in-plane capacitance measurement». Composites Part B: Engineering 140: 78-82. doi:10.1016/j.compositesb.2017.12.008.
- Gundrati, Naga B; Chakraborty, Patatri; Zhou, Chi; Chung, D.D.L (2018). «Effects of printing conditions on the molecular alignment of three-dimensionally printed polymer». Composites Part B: Engineering 134: 164-168. doi:10.1016/j.compositesb.2017.09.067.
- Wang, Min; Chung, D.D.L (2018). «Understanding the increase of the electric permittivity of cement caused by latex addition». Composites Part B: Engineering 134: 177-185. doi:10.1016/j.compositesb.2017.09.068.
- Chung, D.D.L; Somaratna, Sanjaya (2017). «Laboratory simulation of capacitance-based layer-by-layer monitoring of three-dimensional printing». Sensors and Actuators A: Physical 268: 101-109. doi:10.1016/j.sna.2017.10.061.
- Wang, Yulin; Chung, D. D. L (2017). «Capacitance-based defect detection and defect location determination for cement-based material». Materials and Structures 50 (6). doi:10.1617/s11527-017-1094-7.
- Wang, Yulin; Chung, D.D.L (2018). «Capacitance-based nondestructive detection of aggregate proportion variation in a cement-based slab». Composites Part B: Engineering 134: 18-27. doi:10.1016/j.compositesb.2017.09.015.
- Wu, Xueping; Zhang, Qingxin; Liu, Cun; Zhang, Xianlong; Chung, D.D.L. (2017). «Carbon-coated sepiolite clay fibers with acid pre-treatment as low-cost organic adsorbents». Carbon 123: 259-72. doi:10.1016/j.carbon.2017.07.063.
- Haddad, Alexander S.; Chung, D.D.L. (2017). «Decreasing the electric permittivity of cement by graphite particle incorporation». Carbon 122: 702-9. doi:10.1016/j.carbon.2017.06.088.
- Chakraborty, Patatri; Gundrati, Naga B.; Zhou, Chi; Chung, D.D.L. (2017). «Effect of stress on the capacitance and electric permittivity of three-dimensionally printed polymer, with relevance to capacitance-based stress monitoring». Sensors and Actuators A: Physical 263: 380-5. doi:10.1016/j.sna.2017.07.008.
- Wang, Yulin; Chung, D.D.L. (2017). «Effect of the fringing electric field on the apparent electric permittivity of cement-based materials». Composites Part B: Engineering 126: 192-201. doi:10.1016/j.compositesb.2017.05.080.
- Hurt, Robert H.; Chung, D.D.L.; Terrones, Mauricio; Kaneko, Katsumi; Thrower, Peter; Endo, Morinobu; Cheng, Hui-Ming; Strano, Michael (2017). «Mildred S. Dresselhaus (1930 – 2017) – A Tribute from the Carbon Journal». Carbon 119: 573-7. doi:10.1016/j.carbon.2017.04.057.
- Chung, D.D.L. (2017). «Processing-structure-property relationships of continuous carbon fiber polymer-matrix composites». Materials Science and Engineering: R: Reports 113: 1-29. doi:10.1016/j.mser.2017.01.002.
- Hong, Xinghua; Yu, Weidong; Chung, D.D.L. (2017). «Significant effect of sorbed water on the electrical and dielectric behavior of graphite oxide». Carbon 119: 403-18. doi:10.1016/j.carbon.2017.04.012.
- Eddib, Asma A.; Chung, D.D.L. (2017). «The importance of the electrical contact between specimen and testing fixture in evaluating the electromagnetic interference shielding effectiveness of carbon materials». Carbon 117: 427. doi:10.1016/j.carbon.2017.02.091.
- Hong, Xinghua; Chung, D.D.L. (2017). «Carbon nanofiber mats for electromagnetic interference shielding». Carbon 111: 529. doi:10.1016/j.carbon.2016.10.031.
- Hong, Xinghua; Yu, Weidong; Chung, D.D.L. (2017). «Electric permittivity of reduced graphite oxide». Carbon 111: 182. doi:10.1016/j.carbon.2016.09.071.
- Hong, Xinghua; Yu, Weidong; Wang, Andi; Chung, D.D.L. (2016). «Graphite oxide paper as a polarizable electrical conductor in the through-thickness direction». Carbon 109: 874. doi:10.1016/j.carbon.2016.08.083.
- Ramirez, Miguel; Chung, D.D.L. (2016). «Electromechanical, self-sensing and viscoelastic behavior of carbon fiber tows». Carbon 110: 8. doi:10.1016/j.carbon.2016.08.095.
- Xiao, Lifeng; Chung, D.D.L. (2016). «Mechanical energy dissipation modeling of exfoliated graphite based on interfacial friction theory». Carbon 108: 291. doi:10.1016/j.carbon.2016.06.098.
- Takizawa, Yoshihiro; Wang, Daojun; Chung, D.D.L. (2016). «Carbon black and fumed alumina exhibiting high interface-derived mechanical energy dissipation». Carbon 103: 436. doi:10.1016/j.carbon.2016.03.033.
- Takizawa, Yoshihiro; Chung, D. D. L. (2016). «Continuous carbon fiber polymer–matrix composites in unprecedented antiferroelectric coupling providing exceptionally high through-thickness electric permittivity». Journal of Materials Science 51 (14): 6913. Bibcode:2016JMatS..51.6913T. doi:10.1007/s10853-016-9979-3.
- Takizawa, Yoshihiro; Chung, D. D. L. (2015). «Through-thickness thermal conduction in glass fiber polymer–matrix composites and its enhancement by composite modification». Journal of Materials Science 51 (7): 3463. Bibcode:2016JMatS..51.3463T. doi:10.1007/s10853-015-9665-x.
- Wang, Andi; Chung, D.D.L. (2016). «First report of fumed alumina incorporation in carbon–carbon composite and the consequent improvement of the oxidation resistance and mechanical properties». Carbon 101: 281. doi:10.1016/j.carbon.2016.02.008.
- Chung, D. D. L. (2015). «A review of exfoliated graphite». Journal of Materials Science 51 (1): 554. Bibcode:2016JMatS..51..554C. doi:10.1007/s10853-015-9284-6.
- Delixiati, Ailipati; Chung, D. D. L. (2015). «Bentonite-derived materials preferably with nanocarbon incorporation exhibiting exceptionally high dielectric loss at relatively low electrical conductivity». Journal of Materials Science 51 (2): 969. Bibcode:2016JMatS..51..969D. doi:10.1007/s10853-015-9426-x.
- Chen, Po-Hsiu; Xu, Chi; Chung, D.D.L. (2016). «Sound absorption enhancement using solid–solid interfaces in a non-porous cement-based structural material». Composites Part B: Engineering 95: 453. doi:10.1016/j.compositesb.2016.04.024.
- Hong, Xinghua; Wang, Daojun; Chung, D.D.L. (2016). «Strong viscous behavior discovered in nanotube mats, as observed in boron nitride nanotube mats». Composites Part B: Engineering 91: 56. doi:10.1016/j.compositesb.2016.01.001.

### Enseñanza
Chung es una profesora dedicada a la ciencia de materiales, tanto en el aula como en el laboratorio. Sus cursos incluyen Principios de Diseño Material, Métodos Experimentales en Ciencia de Materiales e Ingeniería y Materiales Inteligentes. La mayoría de sus proyectos involucran estudiantes de posgrado, pero también trabaja con estudiantes de licenciatura. Algunos estudiantes de posgrado implicados en artículos recientes son Po-Hsiu Chen, Andi Wang, Yoshihiro Takizawa, Xinghua Hong, Asma Un. Eddib, Min Wang, Ailipati Delixiati, Alexander S. Haddad Y Xiang Xi. Estudiantes de licenciatura incluyen Patatri Chakraborty, Sanjaya Somaratna, Miguel Ramirez y Chi Xu. Además, Chung comparte su experiencia de vida con estudiantes, particularmente con alumnos internacionales.

## Conferencias
Chung da conferencias en términos generales en los temas relacionaron a ciencia e historia. Los locales incluyen conferencias, universidades, y acontecimientos comunitarios.  En julio de 2017, Chung fue una oradora principal en la Conferencia Internacional en Carbono en 2017 en Sídney, Australia.